# ТОР «Забайкалье»
Территория опережающего социально-экономического развития «Забайкалье» — территория в Забайкальском крае России, на которой действует особый правовой режим предпринимательской деятельности. Образована в 2019 году. На конец 2021 года на территории зарегистрировано 32 резидента, общая сумма заявленных инвестиций составляет 197,2 млрд рублей.

## Развитие территории
ТОР «Забайкалье» была создана в 2019 году в соответствии с Постановлением Правительства РФ от 31 июля 2019 года № 988 с целью реализации инвестиционных проектов по строительству горно-перерабатывающих предприятий, крупного агропромышленного холдинга, мусоросортировочного комплекса, завода современного крупнопанельного домостроения и других предприятий. В 2020 году ТОР была расширена за счет включения территорий Улётовского и Читинского районов, кроме того было выделено дополнительное финансирование в объеме 1,3 млрд рублей для создания инфраструктуры. В 2021 году финансирование было вновь увеличено — с 2,4 млрд до 13,7 млрд рублей — в связи с реализацией нового инвестиционного проекта по строительству горно-обогатительного комбината.

## Горно-обогатительный комбинат
Комбинат строится на Удоканском медном месторождении освоение которого стало ключевым инвестиционным проектом в рамках ТОР «Забайкалье». Месторождение является крупнейшим в Евразии, его проектная мощность на первом этапе оценивается в объемах до 12 млн тонн руды.
Лицензия на разработку месторождения принадлежит компании «Удоканская медь» (прежнее название — ООО «Байкальская горная компания»), которая входит в группу USM Holdings. Разработка месторождения началась в 2020 году, тогда же стартовало строительство корпуса горно-обогатительного комбината.
В 2021 году было подписано соглашение по финансированию второй очереди проекта. Объем инвестиций составляет 289 млрд рублей. Проектная мощность на втором этапе предполагает переработку порядка 24 млн тонн руды в год в дополнение к 12 млн тонн в рамках первой очереди.
Старт промышленной добычи запланирован на начало 2022 года. Ожидаемый срок отработки месторождения составляет 50-60 лет.

## Прочие проекты
По состоянию на 2021 год, на проектах в рамках ТОР «Забайкалье» было создано более 1700 рабочих мест. Первым реализованным проектом стал завод по высокоэффективного биотоплива — пеллет из отходов деревопереработки в Чите, который построила компания «Группа Инновация».
Среди прочих реализованных проектов: группа компаний «Мангазея» осуществила разработку и вывод на проектную производственную мощность месторождения «Наседкино», компания «Международный терминал Забайкальск» построила логистический центр на границе с Китаем, компания «Восток-Агро» запустила производство фронтальных погрузчиков.